# 劉贄
劉贄（1523年—？），字子禮，號西塘，河南河南府洛陽縣人，匠籍，明朝政治人物。

## 生平
嘉靖二十五年（1546年）丙午科河南鄉試第十五名舉人。嘉靖二十九年（1550年）中式庚戌科會試第六十六名，登第三甲第一百六十名進士。初授平阳府推官。嘉靖三十五年六月由推官行取考选为吏科给事中，三十六年三月升刑科右给事中，八月升吏科左给事，十月以门工完录内外效劳诸臣，升通政司右参议。以直忤时，谪凤阳推官。四十三年升大名府同知。隆庆时任山东按察司副使、临清兵备。致仕后筑室西郭，邀请同志者为敦谊会，有终焉之志。

## 家族
曾祖劉皓；祖父劉江；父劉相，訓導。母王氏。具慶下。弟贷、贳、慎。儿子刘绍第，考中萬曆丙子举人。